# 法尔维
法尔维（法語：Falvy，法語發音：[falvi]）是法国上法兰西大区索姆省的一个市镇，属于佩罗讷区。

## 地理
法尔维（49°49'28"N, 2°57'32"E）面积6.32 平方千米，位于法国上法蘭西大區索姆省，该省份为法国北部沿海省份，北起加来海峡省和北部省，西接滨海塞纳省和大西洋英吉利海峡，南至瓦兹省，东临埃纳省。
与法尔维接壤的市镇（或旧市镇、城区）包括：伊村、克鲁瓦莫利尼欧、埃讷曼、埃佩南库尔、帕尔尼、维勒库尔。

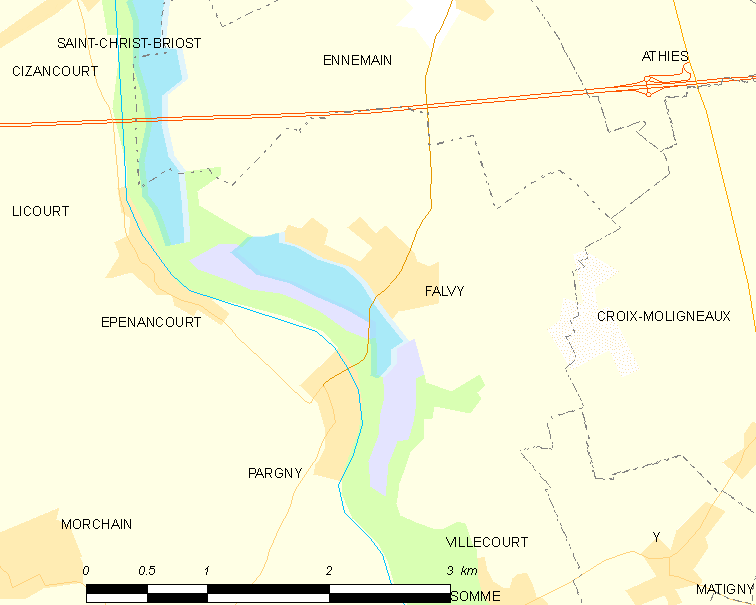
法尔维的OSM定位图

法尔维的时区为UTC+01:00、UTC+02:00（夏令时）。

## 行政
法尔维的邮政编码为80190，INSEE市镇编码为80300。

## 政治
法尔维所属的省级选区为阿姆县。

## 人口

1962-2008年间法尔维人口变化图示

法尔维于2022年1月1日时的人口数量为162人。